# Bufotes zugmayeri
Bufotes zugmayeri es una especie de anfibio anuro de la familia Bufonidae.

## Distribución geográfica
Esta especie es endémica de las cercanías de Pishin en la provincia de Baluchistán, Pakistán.

## Etimología
Esta especie lleva el nombre en honor a Erich Johann Georg Zugmayer (1879-1939).

## Publicación original
- Eiselt & Schmidtler, 1973 : Froschlurche aus dem Iran unter Berücksichtigung außeriranischer Populationsgruppen. Annalen des Naturhistorischen Museums in Wien, vol. 77, p. 181-243[5]